# A Change of Spirit
A Change of Spirit er en amerikansk stumfilm fra 1912 af D. W. Griffith.

## Medvirkende
- Blanche Sweet
- William J. Butler
- Kate Toncray
- Henry B. Walthall
- Charles Hill Mailes